# Mario Cotelli
Mario Cotelli (Tirano, 6 marzo 1943 – Sondrio, 5 novembre 2019) è stato un allenatore di sci alpino italiano, commissario tecnico della Nazionale italiana di sci alpino nel settore maschile dal 1969 al 1978 e giornalista. Durante la sua gestione nacque l'epopea della valanga azzurra.

## Biografia
Nella sua carriera ha ricoperto diversi ruoli, da allenatore di sci alpino a Commissario tecnico, da consulente aziendale (dal 1983) a giornalista sportivo (dal 1991). È stato uno degli uomini più importanti nella storia dello sci italiano.
In varie interviste ha dichiarato che la fine della sua avventura e dei successi della valanga azzurra fu dovuta all'intromissione della Federazione nel suo lavoro, che non fu in grado di formare dei nuovi campioni poiché tentava di eliminare le rivalità interne, segreto del successo della sua gestione.

### Carriera da allenatore e commissario tecnico
Nel 1967, quando era ancora uno studente di Economia e Commercio, fu chiamato da Jean Vuarnet ad  allenare la Nazionale C di sci alpino italiana. L'anno successivo divenne il commissario tecnico
della Nazionale B di sci alpino, per poi passare alla nazionale A di sci alpino nel 1969/1970.
Rimasto in carica per 9 anni, la sua gestione fu la più vincente nella storia degli azzurri dello sci.
Fu in quegli anni che, in Coppa del Mondo, l'Italia vinse 5 volte il titolo assoluto e 12 medaglie tra mondiali e Olimpiadi, dominando le discipline tecniche.
È rimasto nella storia anche per essere stato il primo commissario tecnico italiano ad aver conquistato un podio, una vittoria, un titolo di Coppa del mondo assoluto e di specialità.
Sotto la sua guida nacquero due tra i più grandi campioni dello sci, Gustav Thöni e Piero Gros, e oltre una decina di grandi atleti, tutti in grado di salire almeno una volta sul podio.
Nella sua prima stagione, 1969/1970, decise per un rinnovamento della squadra, facendo debuttare degli sciatori giovanissimi che egli riteneva avrebbero ottenuto grandi risultati (Gustav Thöni, Franco Bieler, Tino Pietrogiovanna, Erwin Stricker).
L'Italia riuscì così a ottenere delle vittorie e negli anni successivi tutti gli atleti delle discipline tecniche italiani conquistarono dei podi.
Nel 1970/1971, la Nazionale italiana di sci alpino conquistò la sua prima Coppa del mondo assoluta
grazie a Gustav Thöni. Nel 1972 debuttarono altri due grandi sciatori italiani: Herbert Plank, uno dei 
più grandi discesisti azzurri di ogni epoca, e Piero Gros, slalomista e gigantista che vincerà varie coppe di specialità e la coppa del mondo assoluta.
La consacrazione definitiva di quella nazionale fu il 7 gennaio 1974, quando 5 italiani si piazzarono ai primi 5 posti, in occasione dello slalom gigante di Berchtesgaden.
Nel 1978, in un momento di crisi della Nazionale di sci, decise di dimettersi dall'incarico.

## Carriera da giornalista sportivo
Dal 1991 al 2000 fu giornalista sportivo televisivo, commentando anche le imprese degli azzurri Alberto Tomba e Kristian Ghedina.

## Carriera aziendale
Fu consigliere della banca Credito Valtellinese.